# Robert Cecil, 2. Baron Rockley
Robert William Evelyn Cecil, 2. Baron Rockley (* 28. Februar 1901; † 26. Januar 1976) war ein britischer Manager, Peer und Politiker.

## Leben
Er war der Sohn von Evelyn Cecil, 1. Baron Rockley, aus dessen Ehe mit Hon. Alicia Tyssen-Amherst, Tochter des William Tyssen-Amherst, 1. Baron Amherst of Hackney.
Er besuchte das Eton College und studierte am Christ Church College der Universität Oxford und an der Yale University in den USA. Er diente als Lieutenant-Colonel der Royal Artillery in der British Army. Im Zweiten Weltkrieg arbeitete er von 1939 bis 1941 beim Ministry of Supply und von 1944 bis 1945 bei der britischen Militärregierung.
Beim Tod seines Vaters erbte er am 1. April 1941 dessen Adelstitel als Baron Rockley und den damit verbundenen Sitz im House of Lords.
Nach dem Krieg arbeitete er als Manager bei verschiedenen Unternehmen, darunter Schweppes, National Westminster Bank, Clerical Medical und Kleinwort Benson.

## Ehe und Nachkommen
Am 9. Mai 1933 heiratete er Anne Margaret Meade-Fetherstonhaugh (1912–1980), Tochter des Admirals Sir Herbert Meade-Fetherstonhaugh (1875–1964). Mit ihr hatte er zwei Söhne und eine Tochter:
- James Hugh Cecil, 3. Baron Rockley (1934–2011) ⚭  Lady Sarah Cadogan, Tochter des William Cadogan, 7. Earl Cadogan;
- Hon. Charles Evelyn Cecil (* 1936) ⚭ Jennifer Mackinnon;
- Hon. Elizabeth Anne Cecil (1939–2016) ⚭ Andrew Wills.

Als er 1976 starb, erbte ihn sein älterer Sohn James seinen Adelstitel.